# Барбадоски долар
Барбадоски долар је национална валута Барбадоса. ISO 4217 код валуте је BBD. Дијели се на 100 центи, а у домаћем платном промету користи се скраћеница Bds$.
Барбадоски долар је валута Барбадоса од 1973. године. Од 5. јула 1975. течај је везан уз течај америчког долара у односу 2 BBD за 1 USD. Централна банка на Барбадосу издаје кованице у апоенима од 1, 5, 10, 25 центи и 1 долара, те новчанице од 2, 5, 10, 20, 50 и 100 долара.